# 旅帅
旅帅官名，《周禮·夏官·序官》：「五百人为旅，旅帥皆下大夫。」《唐律疏議》卷16：「每一旅帥管二隊正，每一校尉管二旅帥。」唐代在團之校尉之下，隊正、火長之上。古日本大化革新後律令制度下亦設有旅帥。
太平天国官职，亦是太平军武官，依《天朝田亩制》及《太平军目》规定，下辖五卒长，约600人。
旅帅于太平军中为中低级别军官，大抵相当于现代军队中的营级单位。
早期一旅主要用于收编一乡之众